# Stenorrhinus
Stenorrhinus är ett släkte av skalbaggar. Stenorrhinus ingår i familjen vivlar.
Kladogram enligt Catalogue of Life:
| Stenorrhinus | \| \| Stenorrhinus leucostictus \| \| \| \| \| \| Stenorrhinus viridimarginatus \| \| \| \| |
|              | \| \| Stenorrhinus leucostictus \| \| \| \| \| \| Stenorrhinus viridimarginatus \| \| \| \| |
|              | Stenorrhinus leucostictus                                                                   |
|              |                                                                                             |
|              | Stenorrhinus viridimarginatus                                                               |
|              |                                                                                             |